# Guerra per procura

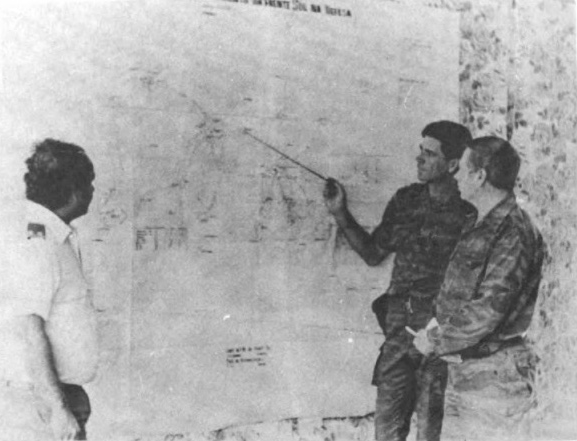
Consiglieri militari sovietici che pianificano operazioni durante la guerra civile in Angola.

Una guerra per procura o guerra delegata è un conflitto armato tra due stati o attori non statali che agiscono su provocazione o per conto di altre fazioni che non sono direttamente coinvolte nelle ostilità. Affinché un conflitto sia considerato una guerra per procura, ci deve essere una relazione diretta e duratura tra gli attori esterni e i belligeranti coinvolti. La suddetta relazione solitamente prende la forma di finanziamenti, addestramento militare, armi o altre forme di assistenza materiale che assistono una fazione belligerante per sostenere il suo sforzo bellico.